# Temporada 1949 de las Grandes Ligas de Béisbol
La Temporada 1949 de las Grandes Ligas de Béisbol fue disputada de abril a octubre, con 8 equipos tanto en la Liga Americana como en la Liga Nacional con cada equipo jugando un calendario de 154 partidos.
La temporada finalizó cuando New York Yankees derrotaron en la Serie Mundial a Brooklyn Dodgers en seis juegos.

## Premios y honores
- MVP
  - Ted Williams, Boston Red Sox (AL)
  - Jackie Robinson, Brooklyn Dodgers (NL)
- Novato del año
  - Roy Sievers, St. Louis Browns (AL)
  - Don Newcombe, Brooklyn Dodgers (NL)

## Temporada Regular
| Liga Americana         | Liga Americana | Liga Americana | Liga Americana | Liga Americana | Liga Americana | Liga Americana |
| Equipo                 | V              | D              | CTE            | JD             | LOCAL          | VISITA         |
| ---------------------- | -------------- | -------------- | -------------- | -------------- | -------------- | -------------- |
| New York Yankees       | 97             | 57             | .630           | -              | 54-23          | 43-34          |
| Boston Red Sox         | 96             | 58             | .623           | 1              | 61-16          | 35-42          |
| Cleveland Indians      | 89             | 65             | .578           | 8              | 49-28          | 40-37          |
| Detroit Tigers         | 87             | 67             | .565           | 10             | 50-27          | 37-40          |
| Philadelphia Athletics | 81             | 73             | .526           | 16             | 52-25          | 29-48          |
| Chicago White Sox      | 63             | 91             | .409           | 34             | 32-45          | 31-46          |
| St. Louis Browns       | 53             | 101            | .344           | 44             | 36-41          | 17-60          |
| Washington Senators    | 50             | 104            | .325           | 47             | 26-51          | 24-53          |

| Liga Nacional         | Liga Nacional | Liga Nacional | Liga Nacional | Liga Nacional | Liga Nacional | Liga Nacional | Liga Nacional |
| Equipo                | V             | D             | CTE           | JD            | LOCAL         | VISITA        |               |
| --------------------- | ------------- | ------------- | ------------- | ------------- | ------------- | ------------- | ------------- |
| Brooklyn Dodgers      | 97            | 57            | .630          | -             | 48-29         | 49-28         |               |
| St. Louis Cardinals   | 96            | 58            | .623          | 1             | 51-26         | 45-32         |               |
| Philadelphia Phillies | 81            | 73            | .526          | 16            | 40-37         | 41-36         |               |
| Boston Braves         | 75            | 79            | .487          | 22            | 43-34         | 32-45         |               |
| New York Giants       | 73            | 81            | .474          | 24            | 43-34         | 30-47         |               |
| Pittsburgh Pirates    | 71            | 83            | .461          | 26            | 36-41         | 35-42         |               |
| Cincinnati Reds       | 62            | 92            | .403          | 35            | 35-42         | 27-50         |               |
| Chicago Cubs          | 61            | 93            | .396          | 36            | 33-44         | 28-49         |               |

## Postemporada
AL New York Yankees (4) vs. NL Brooklyn Dodgers (1)
|                                                |
| Campeón New York Yankees Décimo Segundo Título |

## Líderes de la liga

### Liga Americana
Líderes de Bateo 
| Categoría           | Jugador                    | Equipo | Marca |
| ------------------- | -------------------------- | ------ | ----- |
| Porcentaje de bateo | George Kell                | DET    | .343  |
| Cuadrangulares      | Ted Williams               | BOS    | 43    |
| Carreras Impulsadas | Vern Stephens Ted Williams | BOS    | 159   |
| Carreras Anotadas   | Ted Williams               | BOS    | 150   |
| Hits                | Dale Mitchell              | CLE    | 203   |
| Robo de Bases       | Bob Dillinger              | SLB    | 20    |

Líderes de Pitcheo 
| Categoría         | Jugador                            | Equipo  | Marca |
| ----------------- | ---------------------------------- | ------- | ----- |
| Victorias         | Mel Parnell                        | BOS     | 25    |
| Derrotas          | Hed Garver Paul Calvert Sid Hudson | SLB WSA | 17    |
| ERA               | Mike Garcia                        | CLE     | 2.36  |
| Ponches           | Virgil Trucks                      | DET     | 153   |
| Entradas Lanzadas | Mel Parnell                        | BOS     | 295.1 |
| Juegos salvados   | Joe Page                           | NYY     | 27    |

### Liga Nacional
Líderes de Bateo 
| Categoría           | Jugador         | Equipo | Marca |
| ------------------- | --------------- | ------ | ----- |
| Porcentaje de bateo | Jackie Robinson | BRO    | .342  |
| Cuadrangulares      | Ralph Kiner     | PIT    | 54    |
| Carreras Impulsadas | Ralph Kiner     | PIT    | 127   |
| Carreras Anotadas   | Pee Wee Reese   | BRO    | 132   |
| Hits                | Stan Musial     | STL    | 157   |
| Robo de Bases       | Jackie Robinson | BRO    | 37    |

Líderes de Pitcheo 
| Categoría         | Jugador      | Equipo | Marca |
| ----------------- | ------------ | ------ | ----- |
| Victorias         | Warren Spahn | BSN    | 21    |
| Derrotas          | Howie Fox    | CIN    | 19    |
| ERA               | Dave Koslo   | NYG    | 2.50  |
| Ponches           | Warren Spahn | BSN    | 151   |
| Entradas Lanzadas | Warren Spahn | BSN    | 302.1 |
| Juegos salvados   | Ted Wilks    | STL    | 9     |